# Poniente Norte
Poniente-Norte es uno de los diez distritos en que está dividida administrativamente la ciudad de Córdoba (España). Como su nombre indica, comprende la zona noroeste de la ciudad. Está delimitado al norte de la línea de ferrocarril, en el tramo comprendido entre cruce con la ronda de poniente y puente parque joyero; al este del arroyo de cantarranas, desde línea de ferrocarril hasta carretera Trassierra, y hacia el norte de la carretera Trassierra hasta el límite urbano de urbanización patriarca y brillante; al sur de la urbanización patriarca y brillante hasta la calle Barón de Fuente Quintos; al oeste de la calle Barón de Fuente Quintos, en el tramo comprendido desde el cruce de la calle Poeta Luis Cernuda y glorieta de ronda de Poniente; al oeste de ronda de poniente, en el tramo comprendido entre glorieta de confluencia con Av. Cañito Bazán y cruce con línea de ferrocarril.

## Barrios
- Parque Azahara
- Electromecánicas
- Palmeras
- Miralbaida
- San Rafael de la Albaida
- Camino de Turruñuelos
- Huerta de Santa Isabel-Este
- Huerta de Santa Isabel-Oeste